# عبدالملک الخیبری
عبدالملک الخیبری (عربی: عبدالملك الخيبري؛ زادهٔ ۱۳ مارس ۱۹۸۶) یک بازیکن فوتبال اهل عربستان سعودی است.
از باشگاه‌هایی که در آن بازی کرده‌است می‌توان به الشباب عربستان، القادسیه عربستان اشاره کرد.

## تیم ملی
وی همچنین در تیم ملی فوتبال عربستان سعودی بازی کرده است.